# 李洁明
李潔明（英語：James Roderick Lilley，1928年1月15日—2009年11月12日），前美國中央情報局情報分析官員，後來轉任為外交官。李潔明出生於中华民国青島市，並且從小在中國大陸學習成長。第二次世界大戰爆發後他和父母返回美國居住，並且一度加入美國陸軍。他先後曾經在耶魯大學和喬治華盛頓大學就讀，之後加入中央情報局從事亞洲地區的秘密情報工作將近30年之久。在離開中央情報局後他成為美國外交官員，並且分別擔任了美國在台協會處長、美國駐韓大使以及美國駐華大使等職務。在他出任駐華大使後不久中國便發生六四事件，之後他對於以武力向示威學生鎮壓的中國政府有所批評，並且也在美國駐華大使館內庇護當時遭到通緝的中國持不同政見者方勵之，但是在這期間他也努力防止美國與中國政府之間的外交關係出現長期受損。他退休後於美國企業研究院擔任高級研究員，並且出版了回憶錄《中國通：亞洲冒險、間諜與外交生涯90年》。

## 早年
李潔明在1928年1月25日出生於中華民國沿海度假勝地青島市的一棟西式洋房，他同時也是其美國籍父母第四個兒子。父親弗蘭克·瓦爾德·利利二世（Frank Walder Lilley II）在26歲從康乃爾大學輟學後開始出外謀生，之後擔任標準石油公司駐華行銷二級主管並且在1916年時被派往中國。為了推銷公司煤油業務弗蘭克·利利在先後於蕪湖市、煙台市和寧波市駐留，最後在1926年時於青島市定居下來。母親伊內茲·利利（Inez Lilley）則是擔任過學校教師，在1919年時和短暫回到美國的弗蘭克·利利結婚後便一同前往中國居住。儘管李潔明的父親遲遲無法成為標準石油公司駐中國代表，並且受到1930年代經濟大恐慌的影響使得家中儲蓄和投資大為減少。不過李潔明一家仍聘請了一名中國籍保姆協助照顧李潔明，在這樣的成長環境下使得李潔明年輕的時候除了能夠使用英語和法語外，同時也能夠以官話流利地與他人交談。
雖然在這期間包含青島市處於日本軍隊所控制的狀態，作為美國商人的弗蘭克·利利仍然能夠繼續從事推銷工作並且過著舒適的生活。對此李潔明表示：「那段時光棒極了——美麗的沙灘、日日暢遊、還有校園生活。然而，我們圈子之外的中國那時卻到處都是混亂、仇恨。」但是在1931年隨著日本軍隊發起九一八事變並且佔領中國東北地區後，日本也開始加強對於青島地區的掌控，最後李潔明一家在1936年決定遷往靠近美軍營地的天津市。第二次世界大戰爆發後不久中國和日本軍隊也開始在中國沿海地區發生數起激烈戰鬥，而李潔明一家也在1939年時改遷往日本控制的九江市並且繼續從事生意，而李潔明還曾和一名日本士兵相互認識並且一同遊玩。但在美國與日本關係惡化且美國政府要求其在中國的僑民眷屬返回美國後，弗蘭克·利利決定在1940年10月時先讓妻子伊內茲·利利和其他家人經由上海市返回美國，他本人在九江市待了一段時間後也於1941年撤回美國。
李潔明回到美國後先是在新罕布什尔州著名的寄宿高中菲利普斯埃克塞特學院就讀，之後在1943年畢業後加入1945年至1946年期間加入美國陸軍預備軍官訓練團，並且駐紮在紐澤西州的迪克斯堡。而在李潔明於軍中服役的期間，他所崇拜且同樣擔任士兵而駐紮在日本廣島市的哥哥自殺身亡。之後他藉由軍方的付款在耶魯大學文學院主修俄語和英國文學並且取得學士學位，而他在學校也擔任了耶魯大學足球校隊的隊長。也由於受到耶魯大學政治立場保守的學者與教授影響，李潔明在許多觀點上大多抱持保守態度。之後他在喬治華盛頓大學獲得國際關係碩士學位，並且還曾經在哥倫比亞大學研習中國古典文學。1954年5月1日時，李潔明和薩莉·利利（Sally Lilley）結婚，之後兩人生下了3名孩子。

## 情報員

### 情蒐工作
在1950年6月韓戰爆發後，原本計畫從事和蘇聯有所關聯外交工作的李潔明開始對於中國大陸有所興趣，之後在研修當時耶魯大學教授饒大衛（David N. Rowe）開設的《中國與世界列強》之課程後更將興趣擴及至亞洲地區。而在另一名負責找尋人才的耶魯大學教授介紹下，李潔明加入了美國在冷戰初期的情報組織戰略情報局。在加入戰略情報局李潔明先是於此學習情報業務工作，並且在名義上認明其為美國空軍的少尉作為掩護。1951年時，李潔明由於對公眾服務有所興趣而選擇繼續投入戰略情報局改組而成的中央情報局，開始替美國政府工作。作為一名試圖分析中國事務的中央情報局情報官員，李潔明先後被派遣前往日本、中華民國、香港、柬埔寨、泰國、寮國和中華人民共和國等亞洲地區工作將近30年。而之後李潔明表示當時他主要替中央情報局協助當時撤往臺灣的中華民國政府，並且與由毛人鳳領導的國防部保密局進行情報合作計畫，另外規劃空中偵察、派遣特工和截聽通訊等辦法嘗試收集中華人民共和國的情報。
1951年11月7日時23歲的李潔明抵達日本東京，之後以美國陸軍文職雇員的身分前往橫須賀市負責翻譯文件以及協調情報作業等內勤工作。同時李潔明還代表中央情報局開始頻繁與中華民國保密局等情報或者特勤單位合作，並且在1952年5月時前往臺灣的中央情報局情報站協助發展當地諜報人員以潛入中國大陸境內。而在這期間他還兩度前往韓國漢城，安排藉由C-47運輸機空投的方式將中央情報局特務降至中國東北地區以刺探軍事情報，但是這些秘密行動最後都宣告失敗。一連串的失敗行動使得李潔明認為中央情報局無論是在蒐集中國大陸情資或者是派遣諜報人員前往中國大陸地區都沒有實質收穫，並且中國大陸民眾並非所預期的對中國共產黨有嚴重地不滿，因此他認為應該要進駐香港以「貼近行動核心」。1953年5月時，李潔明則註冊香港大學語文學學生身分開始在香港發展情報網絡，但由於英屬香港政府不希望美國於此發展情報活動而對於李潔明有重重限制。最後由於李潔明底下的一名特工因為偷渡武器遭到逮捕，為了避免曝露身分而使得他離開香港。
之後李潔明則前往東南亞國家繼續針對中國大陸進行秘密行動，1958年7月時在接受耶魯大學為期2個月的密集中文課程訓練後，中央情報局派遣李潔明前往位於馬尼拉的美國駐菲律賓大使館擔任中國大陸事務官員，並且希望他能夠在菲律賓當地的華僑社區取得有關中國共產黨的情報以及支援支持中華民國的勢力。而在1961年時他被調往柬埔寨以發展當地的情報網絡，但是在諾羅敦·施亞努施壓下無任何實質作為而返回美國。1964年他經由泰國前往寮國擔任中央情報局於當地情報站的站長，在寮國期間他帶領苗族成員破壞以蘇發努馮親王為首的當地共產主義組織叛亂行動，並且曾指揮B-52同溫層堡壘轟炸機轟炸連絡附近的胡志明小道。1968年5月時，李潔明再度前往香港擔任中央情報局香港情報站副站長。在香港期間李潔明透過從廣東省偷渡前往香港的難民以及西藏獨立運動游擊隊的突擊行動中取得有關文化大革命等情報，同時他也嘗試跟新華社香港分社以及華潤集團等中國機構有所往來。而透過一名中國共產黨駐香港外圍組織成員自1968年起提供的情報，中央情報局駐香港情報站認為中國大陆政府有意和美國發展外交關係。對於在香港從事情報工作的作為李潔明給予正面評價，並且引用周恩來的批示「欲知中國事，可問中情局香港站」來肯定當時的情報站作業。

### 北京情報站

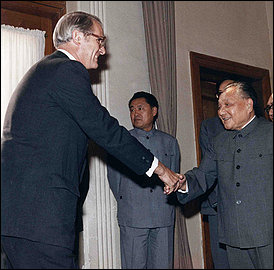
李潔明和鄧小平在1980年時於中國北京市會面。

1970年李潔明返回美國後，先是在維吉尼亞州蘭利的中央情報局總部遠東司秘密行動處擔任副處長，之後又轉任為中央情報局中國處副處長。這時期李潔明除了不斷與西藏獨立運動人士緊密合作外，並且持續對華僑展開各種情報蒐集任務以及積極爭取海外中國知識份子的支持。在美國國務卿亨利·季辛吉訪問中國後李潔明自薦前往中國大陸服務，但是這時期美國國務院則極力反對中央情報局派人前往中國大陸。由於認為可能無法如願直接前往中國大陸考察，李潔明決定先將目標放在羅馬尼亞並且開始學習羅馬尼亞語，希望能夠藉由與中國大陆政府保持友好關係的羅馬尼亞來獲得相關情報。李潔明也申請前往國家戰爭學院以進修有關外交政策其軍事面向的議題，之後李潔明獲得批准並且預定將在1973年春天前往羅馬尼亞。
然而在中華人民共和國與美國互相設立聯絡處並且互相派遣情報官員後，原本就希望能前往中國大陸的李潔明先是向詹姆斯·施萊辛格提議，之後在亨利·季辛吉同意下得以使用聯絡處政治組一等秘書的身分前往中國。而當美國國務院對於李潔明的派遣仍有異議時，季辛吉則向美國國務院官員說：「毛主席本人批准互派情報官員」但是季辛吉一方面要求李潔明在中國大陸不得從事秘密行動以及發展情報網絡，另一方面也在1973年4月16日時向中國常駐聯合國代表黃華提及此事，並且承諾將只負責有關建立美國與中國大陆政府高層的通訊聯絡等事宜。之後李潔明則表示他負責接受和發送的絕密情報自己都沒有權限瀏覽，只有美國駐華大使才有資格讀取報告。1973年7月時李潔明便與妻子薩莉·利利從廣州市抵達中國境內，之後成為中央情報局第一位公開以合法身份派駐中國的情報官員。
不過儘管一開始李潔明如同美國所承諾的並無從事任何情報工作，之後他仍然陸續派人監視人民大會堂和中南海車輛來判斷會議重要程度與參與人員、偷運設備以監聽北京市的電話通訊並且和東歐國家與巴基斯坦駐華官員交換情報。而為了能夠更加熟悉中國當時的社會環境，李潔明抵達中國大陸後不久便經常騎著腳踏車穿過北京市的街道，並且藉此找尋能夠交換情報的地點。1974年10月30日時，由於受到內幕專欄作家傑克·安德森在《華盛頓郵報》上公開報導其是情報人員的影響，使得李潔明在被迫在1974年5月時離開中國大陸並且無法繼續替中央情報局從事秘密工作。之後他在1975年被中央情報局任命擔任中國事務之國家情報分析官，這也意味著他被視為美國情報界對於中國大陸議題最為瞭解的專家。而在這期間他還建議和中國大陸政府合作，在新疆维吾尔自治区建立情報站藉此來觀察蘇聯的軍事動態，之後這項情報合作建議獲得喬·拜登和鄧小平的核准而得以實施。1976年時喬治·赫伯特·華克·布希就任中央情報局局長，而曾經與其共事過的李潔明便逐漸成為喬治·布希的密友。而1979年1月時，當時51歲而尚未到達退休年齡的李潔明自中央情報局退休時，中央情報局仍為了其種種作為而授予傑出情報勳章。

## 政治
早在1977年擔任中央情報局局長的喬治·赫伯特·華克·布希準備以平民身分訪問中國時便帶著李潔明一同前往，並且在後者建議下也同意前往西藏、桂林以及長江三峽地區觀察。在這趟中國旅程中喬治·布希也提出了有關之後競選美國總統的計畫，而李潔明則自始開始擔任競選團隊的中國問題顧問。1978年年底吉米·卡特決定與中國政府建立邦交後，當時仍然擔任中央情報局對中國議題情報分析官的李潔明便向公開反對這一做法的喬治·布希寫了備忘錄，而在之後他也支持美國國會通過《臺灣關係法》作為應對。在1979年5月1日喬治·布希宣布參選美國總統之後，李潔明便在競選團隊內負責有關中國政策的規劃。後來喬治·布希成為共和黨總統候選人隆納·雷根的競選搭檔時，李潔明還特地在1980年8月16日時前往中國大陸解釋隆納·雷根的反對中國態度之言行。
在隆納·雷根剛就任美國總統後，被視為東亞問題資深專家的李潔明於1981年2月成為國家安全顧問理察·V·艾倫的助手，並且在美國國家安全會議中擔任政策協調人和中國事務顧問。1981年6月由於擔心主張親近中國的美國國務卿亞歷山大·海格提出爭議性言論，隆納·雷根和喬治·布希便同意派遣理察·艾倫和李潔明隨行並且將討論內容回報給美國政府。之後同樣立場支持謹慎與中國發展交流關係的理察·艾倫便推薦李潔明擔任具有特殊性質的美國在台協會台北辦事處處長，並且在隆納·雷根接見新任美國大使時將不被正式列為外交大使的李潔明同樣安排其中。之後李潔明則提到隆納·雷根曾當面跟他表示：「你要到臺灣去，我要你知道，我喜歡這些人。我希望你了解這一點。」而為了能夠前往已經斷絕外交關係的中華民國就任，李潔明向美國國務院辦理退休手續並且以民間的身分前往臺灣。

## 外交官

### 在臺協會處長
1981年1月2日，李潔明接替辭職的葛樂士擔任了美國在台協會台北辦事處處長，並且協助美國政府和中華民國政府之間非官方的外交聯繫。此時儘管美國已經中華民國不再存在有正式的外交關係，然而李潔明則仍然被中華民國政府視為美國大使看待。但是上任後隨即遭遇將在1982年8月17日《八一七公報》簽署的衝擊，其中美國國務院為了能夠與中華人民共和國改善關係而計畫結束相關軍售，對此外交部政務次長錢復便當面指責李潔明表示美國政府對臺灣不負責。而李潔明則認為設定截止日期並非明智的決定，並且認為這項要求實際上對於強化和中國政府之間的關係來說也並不需要。之後李潔明在向美國政府表達抗議的同時還嘗試和蔣經國說明美國的立場，表示美國政府並不希望捨棄中華民國、但是也必須和中華人民共和國處於和平狀態；而他也在同年7月14日時代表隆納·雷根提及六項保證以重申美國將會繼續堅持《臺灣關係法》，蔣經國也向李潔明表示其民主化、本土化、繁榮經濟和對大陸改革之政治改革計畫。最後在李潔明的抗議以及態度支持中華民國的美國國會壓力底下，獲得美國政府雖然承諾逐步減少對臺軍售、但是有關作業並沒有實際行程表的妥協，而直到今日美國仍然沒有結束向中華民國販售武器的做法。
此外李潔明還同意協助中華民國以「中華台北」的名稱保有亞洲開發銀行的席位，對此中華民國外交部政務次長沈呂巡表示臺灣若沒有在亞洲開發銀行的席次，之後將難以加入世界貿易組織和亞洲太平洋經濟合作會議。而雖然美國依照《八一七公報》而宣布每年減少2,000萬美元的售臺武器販售，但是李潔明促成美國同意以「技術轉移」的方式協助中華民國自行研製防禦性武器F-CK-1經國號戰鬥機，並且藉由租賃的方式提供中華民國海軍艦艇。但儘管李潔明嘗試協助中華民國重建對於美國信心與聯繫的同時，他也認為為了維持臺灣海峽和平而鼓勵臺灣和中國大陸發積極展經貿關係。而在記者劉宜良在美國遭到殺害的江南案發生後，除了美國國會議員開始要求中華民國政府進行政治改革工作並且改善人權環境，李潔明亦開始和邱連輝、周清玉等黨外人士以及台灣基督長老教會人物會面並進而瞭解到台灣獨立運動的意識由來。而李潔明除了促使蔣經國排除如王昇等反對政治改革人士，他還建議中國國民黨應該多與反對人士交流外，並且在蔣經國建議下還和當時擔任臺灣省政府主席的李登輝一同環島。到1984年5月22日由宋賀德接任李潔明職務而準備離開臺灣時，李潔明則表示：「我已完成我的使命，至少目前是該回家的時候。」

### 東亞事務副助理國務卿
1985年時，李潔明回到美國國務院後則擔任了美國東亞事務副助理國務卿，主要工作為協助當時擔任美國東亞事務助理國務卿保羅·沃爾福威茨工作，同時也由於工作的緣故他也多次前往中國駐美國大使館訪談。在這一期間中華人民共和國總理趙紫陽和美國總統隆納·雷根同時分別交互訪問，同時美國和中國之間的貿易與科技協定也穩定地進行著。另外就中國與英國所存在著香港主權問題部分，李潔明也曾表示由於雙方談判情況良好而使得美國政府並不需要有所介入。在私人工作部分，他也在約翰·霍普金斯大學的高等國際研究學院教導中國相關課題，並且提供如亨達石油公司、聯合技術公司、奧的斯電梯公司等想前往東亞地區開拓業務的公司相關的徵詢服務。

### 駐韓大使
1986年10月時李潔明則獲得隆納·雷根的任命，前往大韓民國首都漢城接替理察·吳克擔任美國駐韓大使，並且持續到1989年為止。在擔任美國駐韓大使期間，1987年6月韓國社會發起六月民主運動要求進行重大政治改革，其中以異議人士金大中為首的示威群眾由於認為美國政府支持當時的韓國總統全斗煥而爆發激烈的反美活動，而這也影響了剛上任的美國駐韓大使李潔明。隨著示威活動的不斷擴大使得全斗煥決定藉由軍事手段來鎮壓反對勢力，但是在李潔明和助理國務卿小加斯東·席格爾前往會見並且表達美國政府要求保障人權和民主化的立場後，成功促使全斗煥放棄軍事鎮壓或者實施戒嚴的想法。在之後李潔明協助先前被指定繼任韓國總統的盧泰愚推動民主選舉等政治改革，並且在1987年12月16日時韓國政府舉辦了韓國總統選舉並且由盧泰愚當選首位真正意義上的民選總統。1989年1月，李潔明收到命令從韓國返回美國。

### 駐華大使

在李潔明協調下鄧小平同意在1990年6月25日讓美國軍機接走方勵之夫婦，照片為李潔明（中央者）等美國大使館人員與方勵之夫婦的合照。

1989年時，剛當選成為美國總統的喬治·赫伯特·華克·布希任命外交政策顧問李潔明擔任美國駐華大使，這也使得李潔明成為唯一一位在台海兩岸均擔任過美國代表機構首長的外交官。其中布希和李潔明早在1970年代初期便已經建立了深厚的友誼，當時李潔明擔任了美國中央情報局北京站長，而布希則是擔任了美國駐華聯絡處的主任。這種人際關係使得李潔明得以在布希擔任美國總統時仍然能直接報告中國相關問題，同時許多他所提出的公文也是由布希親自察看。而之後李潔明在談論其擔任駐華大使的經歷，也表示那是其外交生涯的巔峰。
1989年5月2日李潔明抵達北京市後，便與中華人民共和國主席楊尚昆會面並且遞交擔任美國駐華大使的國書，並且提到這次任職是「帶著強烈的回到出生地的感情來當大使的」。儘管美國政府原本要求李潔明前往上海市出席美國艦隊的訪問活動，並且之後陪同全國人大常委會委員長萬里到美國拜訪，但是李潔明則決定返回北京市並且繼續觀察天安門廣場上的學生示威活動。之後李潔明還騎著腳踏車前往天安門廣場觀看學生抗議活動的現場狀況，因此得以熟悉試圖表達不滿的學生並且同情示威學生所提出更加開放的政府與社會之要求。而美國駐中國的數名武官和情報人員也開始針對學生示威活動蒐集相關情報，除了在北京市各處設立監聽站外還與英國、德國、加拿大、澳洲和日本駐華大使館等外國駐京機構達成情報分享協議，美國駐華大使館人員也每天不斷分析來自瀋陽、上海、成都和廣州總領事館的情報。
在中國政府採取武力的方式清場並且引起國際廣泛關注與譴責時，李潔明亦以美國駐華大使的身分批評中國政府以這種方式對付抗議群眾，同時李潔明也安排撤出6,000多名住在中國境內的美國僑民。而遭到中國政府通緝的政治異議人士方勵之夫婦前往美國大使館文化處要求庇護後，李潔明先是按照規定派人表示大使館可以提供出國簽證，並且隨後向美國國務院報告這件事情。在獲得美國國務院以及美國白宮主管單位同意提供庇護後，李潔明則派人連同護送方勵之夫婦前往旅館的林培瑞一同帶往美國駐華大使館。不過6月8日時中國外交部副部長朱啟禎便召見李潔明並且表示對於美國政府選擇保護方勵之一事表示不滿，並且開始強化美國駐華大使館周邊的警力並且實施通行檢查，然而李潔明仍然提供安排美國大使館內的醫務室讓方勵之夫婦得以躲藏18個月。在美國政府同意解除對中國的經濟制裁後，李潔明便和中國外交部副部長劉華秋展開談判；到了1990年6月25日，中國政府同意在方勵之承認自己“犯下錯誤”後，基於健康理由同意夫婦倆人登上美國軍機離開中國前往英國，對於這項庇護過程李潔明形容為「活生生的間諜小說情節」。
但是儘管李潔明同情遭到鎮壓的示威學生，他仍極力反對美國政府草率地切斷相關聯繫等作為，並且認為這樣的行動並不會有預期的效果、而只會長期損害美國和中國之間的關係。同時他還安排2名美國高級官員前往中國展開秘密探訪，藉此安撫中國政府並且表示美國仍然希望兩個國家能夠繼續維持交流關係。對於這樣的作法，他後來提到這是基於「美國......以建設性的方式能夠有助於一個更加開放的中國」的理念。這也使得即便是遭到批評的中國政府仍然對於李潔明抱持著尊重態度，甚至在1991年5月上旬時中國政府領導高層和他會面後還對其在擔任駐華大使期間的作為給予正面評價，並且希望能夠繼續協助維持中國和美國之間的關係。而在李潔明於準備辭去美國駐華大使的職務並且離開中國時，在歡送會上也同樣有許多中國政府成員參與其中。之後於1991年接替美國駐華大使的芮效儉則表示李潔明由於其童年對於中國社會的熟悉，使得他對於中國文化和中國政府能夠擁有獨特的視角。不過一些評論則認為雖然李潔明替美中關係獲得緩解，然而由於他選擇庇護方勵之夫婦以及之後的言論使得他與中國政府間的關係惡化。

## 餘生

### 退休活動
在放下外交官員職務後，回到美國的李潔明先是在1991年12月12日接替亨利·羅文擔任了美國國防部國際安全事務助理部長一職。在1992年時，他和時任美國在台協會理事主席的白樂崎協助中華民國政府得以獲得美國政府核准採購採購150架F-16 Block20戰鬥機。在1993年1月20日結束於美國政府的職務後，李潔明成為共和黨智庫美國企業研究院高級研究員並且著重於東亞關係研究上；在這期間李潔明先後在3所大學擔任客座教授並且繼續針對美國和中國之間的關係發表文章或者演講，並且和其他兩岸事務專家共同出版了《中國軍隊面對未來》（China's Military Faces the Future）、《臺灣有沒有明天：臺海危機美中臺關係解密》（Crisis in the Taiwan Strait）、《中國軍隊的未來》（The Future of China's Military）和《最惠國待遇之外：與中國的貿易和美國的利益》（Beyond MFN: Trade with China and American Interests）等書籍。
而在多次撰寫時事評論文章、相關議題之書籍以及接受美國主要電視臺採訪後，被視為中國通的公李潔明往往被認為美國外交事務的重要意見發表者。但是由於許多言論大多公開批評中國大陸人權、軍事、少數民族政策等議題，這使得中國政府之後將其視為鼓吹西方社會存在「中國威脅論」或者「反華」的人士，並且和其他美國駐華大使相比中國政府在之後也不曾邀請李潔明前往中國大陸訪談。但是相對地由於李潔明主張藉由臺灣遏制中國以維護美國自身利益，這使得其獲得許多臺灣人士的推崇。在1995年時，李潔明協助當時擔任中華民國總統的李登輝得以訪問自己的母校康乃爾大學。而在2000年5月時，李潔明則獲得李登輝所頒授的大綬景星勳章以表揚其對於促進臺灣和美國之間關係的貢獻。

### 晚年生活
2003年時李潔明和他的兒子傑弗瑞·利利（Jeffrey Lilley）共同撰寫了回憶錄，並且基於過往和余紀忠的交情而決定由時報文化出版社負責中文版回憶錄的代理，並且提前推出中文版本的回憶錄。2004年時，英語版本的回憶錄《中國通：亞洲冒險、間諜與外交生涯90年》（China Hands: Nine Decades of Adventure, Espionage, and Diplomacy in Asia）則由紐約的公共事務負責出版。其中在回憶錄中提到他早期與家人居住在中國的生活以及在亞洲各地區從事的工作，而在美國傳統基金會為其舉辦的新書發表會上則形容李潔明為「傑出的美國公民，一生中在美國對中國以及亞洲的外交事務中扮演了獨特的、至關重要的角色」。
2009年11月12日，李潔明因為前列腺癌引起的併發症而在華盛頓哥倫比亞特區的錫布利紀念醫院逝世，享年81歲。在他逝世後美國國務卿希拉蕊·羅登·柯林頓發表特別聲明將其稱作「最優秀的外交家之一」，並且推崇其對美國和東亞各國外交關係的貢獻以及稱他為「他的正直、忠誠、勤奮，是美國精神與傳統的最佳表率」。前美國總統喬治·赫伯特·華克·布希則在聲明中稱讚李潔明是「最見多識廣和有效率的大使」，而美國傳統基金會主席艾德溫·福伊爾納則稱呼李潔明是學識淵博並且講究原則的「中國通」，並且始終將美國國家利益放在核心地位上。另外臺灣主要新聞媒體皆即時報導逝世消息並且多以「臺灣友人」表示推崇與悼念，而多名前中華民國外交部部長也提及李潔明對於臺灣和美國的貢獻。其中曾經擔任外交部部長的胡志強便形容李潔明是「臺灣在美國最佳的義務大使」，同時他的逝世也是「臺灣的損失」。

## 荣誉

### 外国勋章奖章
- 大绶景星勋章（中华民国，2000年4月25日批准[144]，2000年5月16日于台北总统府颁授[145]）

## 影視形象
| 年分 | 作品        | 演員   |
| ---- | ----------- | ------ |
| 2019 | 幻術 (電影) | 柏瑞德 |

## 外部連結
- （英文） The World Without USA.（页面存档备份，存于）

| 外交職務           | 外交職務                                  | 外交職務             |
| ------------------ | ----------------------------------------- | -------------------- |
| 前任： 葛樂士      | 美國在台協會台北辦事處處長 1981年－1984年 | 繼任： 宋賀德        |
| 前任： 理察·吳克   | 美國駐韓大使 1986年－1989年               | 繼任： 唐納德·葛瑞格 |
| 前任： 溫斯頓·洛德 | 美國駐華大使 1989年－1991年               | 繼任： 芮效儉        |